# ヤン・ケルモルガン
ヤン・ケルモルガン（Yann Kermorgant、1981年11月8日 - ）は、フランス・ヴァンヌ出身の元プロサッカー選手。現役時代のポジションはFW。

## 経歴

### 初期
スタッド・レンヌのアカデミーでプレーを始めたが、白血病を発病し14歳で退団。病気の治療のため、4年間にわたってプレーできなくなった。その後、トライアルを経て地元クラブのヴァンヌOCに入団。2007年夏、グルノーブル・フット38からスタッド・ランスに移籍。

### レスター
ランス退団後、トライアルを経て2009年8月24日にチャンピオンシップのレスター・シティFCに加入。2010年1月までの短期契約にサインした。12月17日、改めて2年半契約を結んだ。2010年5月12日の昇格プレーオフ準決勝・カーディフ・シティFC戦2ndレグではPK戦でパネンカを狙って失敗、最終的に4-3で敗れ昇格を逃した。
2010年7月29日、リーグ・アンのACアルル＝アヴィニョンにレンタル移籍。

### チャールトン
2011年9月13日、チャールトン・アスレティックFCと2年契約を結んだ。チャールトンではブラッドリー・ライト＝フィリップスと共に強力な攻撃ユニットを形成、リーグ1優勝とチャンピオンシップ昇格に貢献した。
2012年7月25日、契約を2014年夏まで延長。2012-13シーズンはチームトップの12ゴールをマークした。

### ボーンマス
2014年1月31日、AFCボーンマスと2年半契約を結んだ。2014年3月1日のドンカスター・ローヴァーズFC戦で自身初のハットトリックを達成。2014-15シーズンは全公式戦で17ゴールをマークしチームのプレミアリーグ初昇格に貢献した。

### レディング
2016年1月20日、レディングFCと1年半契約を結んだ。2017年1月10日、契約を2018年夏まで延長。2017年11月1日、2019年夏までの契約延長と、併せて契約満了後の引退を宣言。

## 代表歴
サッカーブルターニュ代表としてプレーした経験がある。

## 所属クラブ
ユース
- スタッド・レンヌ

プロ
- ヴァンヌOC 2002-2004
- SOシャトールー 2004-2005
- グルノーブル・フット38 2005-2007
- スタッド・ランス 2007-2009
- レスター・シティFC 2009-2011

→ ACアルル＝アヴィニョン 2010-2011 (loan)
- チャールトン・アスレティックFC 2011-2014
- AFCボーンマス 2014-2016
- レディングFC 2016-2018
- ヴァンヌOC 2018-2020